# Oleg Alexander Kerensky
Oleg Alexander Kerensky (russisch Олег Александрович Керенский; * 3. Apriljul. / 16. April 1905greg. in Sankt Petersburg; † 25. Juni 1984 in Greater London) war ein russischer Bauingenieur.

## Leben
Seine Eltern waren Alexander Fjodorowitsch Kerenski und Olga Lvovna, geb. Baranovsky (1884–1975). Nach dem Russischen Bürgerkrieg entkam seine Mutter mit ihm und seinem jüngeren Bruder Gleb Alexander (1907–1980) nach London. Olga hatte als eine Kerensky zunächst Schwierigkeiten, Arbeit zu finden, wurde dann aber Sekretärin von Frank Soskice. Obgleich die Brüder kein Englisch sprachen, erwarben sie bis 1923 die Qualifikation, das Northampton Engineering College in London zu besuchen, das sie 1927 abschlossen.
Als Ingenieur arbeitete er zunächst bei Dorman Long in Middlesbrough, wo er bei der Arbeit an der Sydney Harbour Bridge mit dem leitenden Ingenieur Ralph Freeman und mit Gilbert Roberts zusammentraf.
Er war beteiligt am Entwurf der M2-Autobahnbrücken, den Medway Viaducts, der Erskine Bridge über den Clyde und der Avonmouth Bridge für die M5. Ferner war er beteiligt an der Severn-Brücke und West Gate Bridge. 1951 wirkte er mit am Dome of Discovery. 
Die Milford Haven Bridge (Cleddau Bridge) war 1970 eingestürzt.
1956 wurde er Partner bei Freeman Fox Consulting Engineers, bei denen er schon bald nach dem Zweiten Weltkrieg unter Gilbert Roberts am ersten Entwurf der Severn-Brücke beteiligt war. 1970/71 war er Präsident der Institution of Structural Engineers und gewann 1977 deren Goldmedaille. Im Film Reds (1981) spielte er die Rolle seines Großvaters. 1964 wurde er C.B.E. und 1970 Fellow of the Royal Society. 
Von seiner ersten Frau Nathalie Bely, die sich für klassisches Ballett interessierte, trennte er sich später. Ihr Sohn, Oleg Olegovich Kerensky (* 9. Januar 1930 in London; † 9. Juli 1993 in New York City) wollte ursprünglich wie der Großvater in die Politik gehen, wurde dann aber ein bekannter Ballett-Kritiker. Später heiratete er Dorothy (1908–1985).
Bestattet ist Oleg Alexander Kerensky auf dem Putney Vale Cemetery in Wimbledon neben seinem Vater. Daneben liegen auch sein Bruder und seine Mutter.
1977 erhielt er die Goldmedaille der Institution of Structural Engineers und 1979 den International Award of Merit in Structural Engineering.